# Paguate
Paguate és una concentració de població designada pel cens dels Estats Units a l'estat de Nou Mèxic. Segons el cens del 2000 tenia 474 habitants.

## Demografia
Segons el cens del 2000, Paguate tenia 474 habitants, 148 habitatges, i 113 famílies. La densitat de població era de 24,7 habitants per km².
Dels 148 habitatges en un 34,5% hi vivien nens de menys de 18 anys, en un 39,2% hi vivien parelles casades, en un 33,8% dones solteres, i en un 23% no eren unitats familiars. En el 22,3% dels habitatges hi vivien persones soles el 8,1% de les quals corresponia a persones de 65 anys o més que vivien soles. El nombre mitjà de persones vivint en cada habitatge era de 3,2 i el nombre mitjà de persones que vivien en cada família era de 3,74.
Per edats la població es repartia de la següent manera: un 29,7% tenia menys de 18 anys, un 10,5% entre 18 i 24, un 26,2% entre 25 i 44, un 20,7% de 45 a 60 i un 12,9% 65 anys o més.
L'edat mediana era de 34 anys. Per cada 100 dones de 18 o més anys hi havia 78,1 homes.
La renda mediana per habitatge era de 22.417 $ i la renda mediana per família de 24.519 $. Els homes tenien una renda mediana de 20.313 $ mentre que les dones 16.563 $. La renda per capita de la població era de 9.657 $. Aproximadament el 26,6% de les famílies i el 28,4% de la població estaven per davall del llindar de pobresa.

## Poblacions més properes
El següent diagrama mostra les poblacions més properes.